# Chiang Wei-kuo
Chiang Wei-kuo (chinesisch 蔣緯國 / 蒋纬国, Pinyin Jiang Weiguo; * 6. Oktober 1916; † 22. September 1997), in anderer Reihenfolge und Schreibweise Wego Chiang, war ein Adoptivsohn des national-chinesischen Präsidenten Chiang Kai-shek und Adoptivbruder des späteren Präsidenten Chiang Ching-kuo. Er war General des Heeres der Republik China (Taiwan) und eine wichtige Figur in der Kuomintang. Sein biologischer Vater war Dai Jitao.

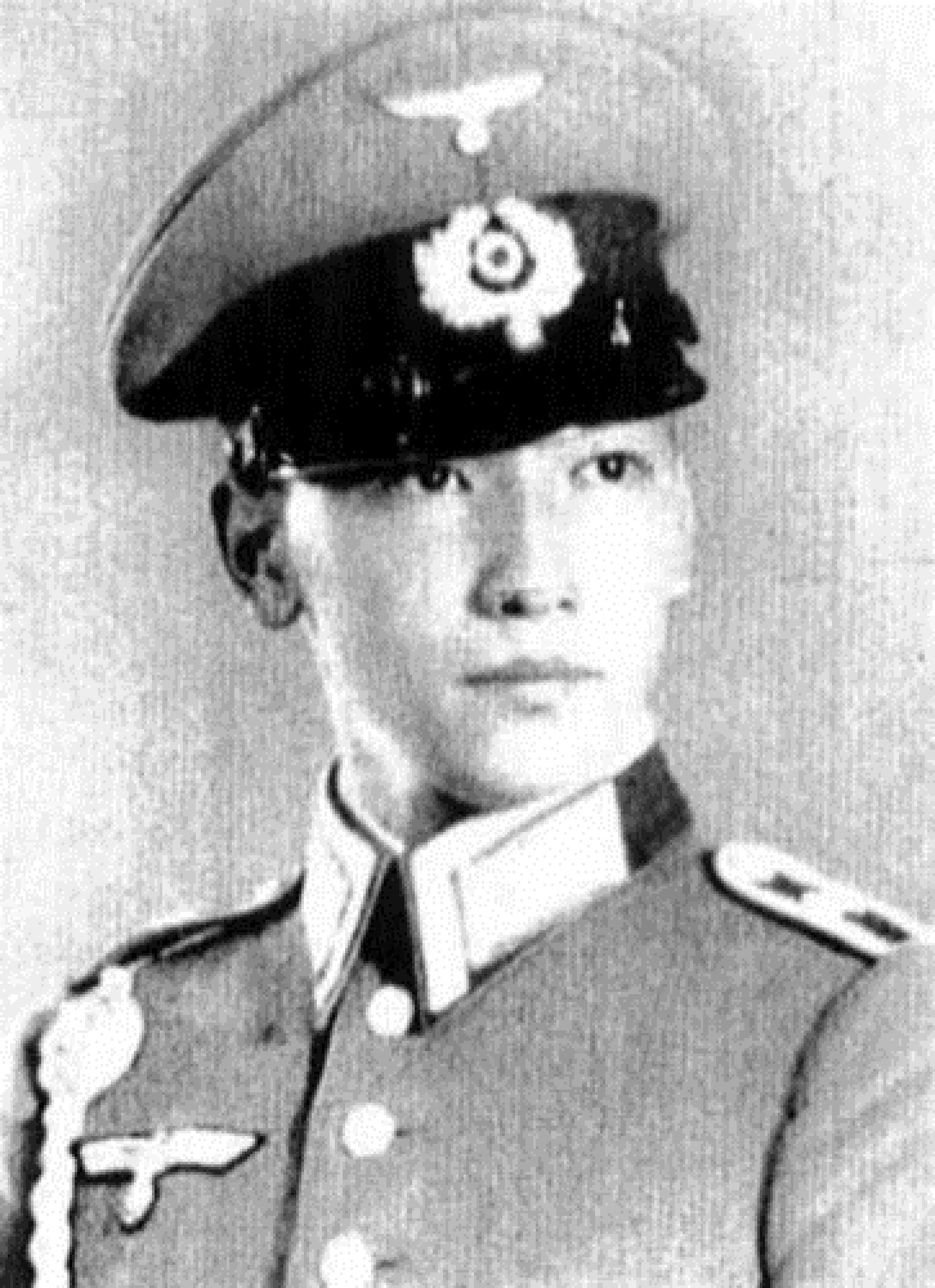
Chiang Wei-kuo in der Wehrmachtsuniform eines Fahnenjunkers mit Schützenschnur.

## Leben

### Geburt und Studium
Chiang Wei-kuo wurde am 6. Oktober 1916 in Tokio geboren, als Chiang Kai-shek und das Heer der Republik China von der Beiyang-Regierung nach Japan verbannt wurden. Es wurde lange darüber spekuliert, ob er ein uneheliches Kind von Dai Jitao und einer japanischen Frau namens Shigematsu Kaneko war.
Chiang Wei-kuo hat zuvor solche Vorwürfe zurückgewiesen und darauf bestanden, dass er ein biologischer Sohn von Chiang Kai-shek war. Erst in den letzten Jahren seines Lebens (1988) gab er zu, dass er adoptiert worden war.
1920 zog er in die alte Residenz der Familie nach Fenghua und studierte später Wirtschaftswissenschaften an der Soochow-Universität.

### Militärische Ausbildung in Deutschland und den USA

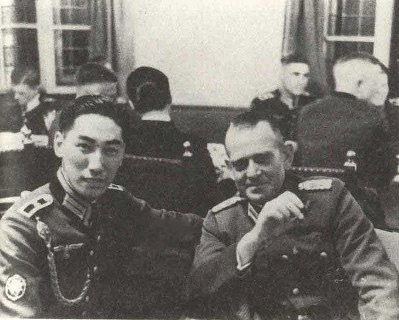
Chiang Wei-kuo (links) in Gebirgsjägeruniform mit einem deutschen Offizier (vermutlich 1939)

Seine militärische Ausbildung erhielt Chiang Wei-kuo in Deutschland in den 1930er Jahren. Er absolvierte die Kriegsakademie in München und wurde anschließend zum Gebirgsjäger im Gebirgsjägerregiment 98 der 1. Gebirgsdivision ausgebildet. Hier absolvierte er auch die spezialisierte Alpenkriegsausbildung und wurde mit dem Edelweissabzeichen ausgezeichnet.
Wei-kuo wurde zum Fahnenjunker befördert und erwarb die Schützenschnur.
Während des Anschlusses Österreichs war er Panzerkommandant und hätte fast als Beobachter am Überfall auf Polen teilgenommen – auf dem Weg zur polnischen Grenze reiste er durch Berlin, um der chinesischen Botschaft seinen Bericht zu übergeben. Dort erhielt er aber einen neuen Auftrag, dass er in die Vereinigten Staaten reisen solle, um seine militärische Ausbildung und Fähigkeiten zu erweitern.
Chiang Wei-kuo besuchte die USA als ein Gast der US-Armee. Chiang Wei-kuo schrieb sich zunächst an der United States Army Air Corps Akademie auf der Maxwell-Gunter Air Force Base in Alabama ein. Als das amerikanische Oberkommando aber erfuhr, dass er bereits Erfahrungen als Panzerkommandant besaß, wurde er zu den Panzertruppen nach Fort Knox versetzt. Er hielt dort u. a. Vorträge über die Effizienz der deutschen Armee und militärische Taktiken.

### Zweiter Japanisch-Chinesischer Krieg
Chiang Wei-kuo kehrte Ende 1940 nach Asien zurück und wurde während des zweiten Japanisch-Chinesischen Krieges Offizier in der Nationalrevolutionären Armee. Er stellte mit einigen Offizieren ein gepanzertes Bataillon auf. Darüber hinaus verbrachte er einige Zeit in Indien, um die Panzer der britischen Armee zu studieren. Mit 32 Jahren wurde Chiang Wei-kuo zum Oberst befördert und kommandierte ein Panzerbataillon. Später wurde er in Taiwan zum Generalmajor befördert. Nach dem Sieg über die Japaner 1945 war er auf Seiten von Chiang Kai-shek Teilnehmer im chinesischen Bürgerkrieg.

### Chinesischer Bürgerkrieg
Während des chinesischen Bürgerkrieges arbeitete Chiang Wei-kuo einige Taktiken aus, die er während seiner Studienzeit in der deutschen Wehrmacht und der US-Armee gelernt hatte. Er war verantwortlich für die Gründung und Ausbildung eines M4 Sherman-Panzerbataillon während des Huaihai-Feldzugs gegen Mao Zedongs Truppen und erzielte damit einige Siege.

### Taiwan

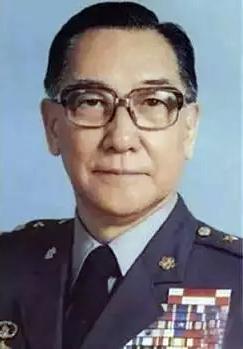
Chiang Wei-kuo (1980) in einer Generaluniform der taiwanischen Armee

Im Zuge der Eroberung des chinesischen Festlandes durch die Volksbefreiungsarmee unter Mao Zedong zog sich die nationalkonservative Regierung der Republik China unter ihrem Präsidenten Chiang Kai-shek nach Taiwan zurück.
Als dieser Konflikt in der Niederlage für Chiang Kai-shek im Jahr 1949 endete, war Chiang Wei-kuo unter den Soldaten, die ihm nach Taiwan folgten.
Nach dem Ende des Bürgerkriegs bekleidete er verschiedene hohe Positionen in der Republik China (Taiwan).
1969 gründete er eine Militärakademie, die der Lehre der Kriegsstrategie gewidmet war. 1975 wurde Chiang Wei-kuo zum General befördert und wurde zum Präsident seiner gegründeten Militärakademie ernannt. Im Jahr 1980 diente Chiang als Logistikkommandeur.
1986 zog er sich aus dem aktiven Armeedienst zurück und wurde Generalsekretär des Nationalen Sicherheitsrats.

### Einsatz in der Politik
1993 wurde Chiang Wei-kuo als Berater des Präsidenten der Republik China eingesetzt.
Nach dem Tod von Chiang Ching-kuo war Chiang ein politischer Konkurrent des einheimischen Taiwaners Lee Teng-hui. Wei-Kuo widersetzte sich der von Präsident Lee angestrebten Taiwan-Lokalisierungsbewegung und der damit verbundenen Loslösung vom chinesischen Festland.
Am 22. September 1997 starb Chiang Wei-kuo im Alter von 80 Jahren an Nierenversagen. Er wollte in Suzhou (Jiangsu) auf dem Festland begraben werden, wurde aber stattdessen auf dem Wuchih Mountain Military Cemetery in Xizhi beigesetzt.

## Deutsch-taiwanische Militärkooperation
Chiang Wei-kuo setzte sich auch stark für den Ausbau der taiwanischen Armee und die Ausbildung seiner Offiziere im Ausland ein.
Um die militärische Abhängigkeit von Washington zu reduzieren, wollte Chiang Kai-shek Militärberater aus anderen Ländern anwerben. So konnte Chiang Wei-kuo an seine Kontakte zu ehemaligen Offizieren der Wehrmacht bzw. der deutschen Bundeswehr anknüpfen. Hinzu kam, dass Chiang Kai-shek vor dem Zweiten Weltkrieg eine deutsche Beratergruppe gehabt hatte. Dabei handelte es sich um die beiden Militärberater Bodo von Stein und Erich Stölzner, die dem 1938 aus Berlin ergangenen Rückkehrbefehl nicht Folge geleistet hatten, in China verblieben waren und 1949 mit den geschlagenen Kuomintang-Truppen nach Taiwan evakuiert und in chinesischen Diensten geblieben waren.
Nachdem 1961 der bevollmächtigte Vertreter des BND-Präsidenten Reinhard Gehlen, Wolfgang Langkau, Taipeh besucht hatte, plante Chiang Wei-kuo in Zusammenarbeit mit dem BND, aus hochdekorierten und erfahrenen ehemaligen deutschen Offizieren eine Beratergruppe zu bilden.
Generalmajor a. D. Oskar Munzel wurde Chefberater. Munzel hatte in der Reichswehr, in der Wehrmacht und in der Bundeswehr gedient und war als Mitarbeiter von Heinz Guderian am Aufbau der deutschen Panzertruppe beteiligt gewesen, er war außerdem als Kommandeur der Panzertruppenschule der Bundeswehr in Munster für die Ausbildung der Panzertruppen verantwortlich.
In der Zeit von 1964 bis 1972 wurden insgesamt 25 hochrangige Offiziere aus Taiwan in der Führungsakademie der Bundeswehr ausgebildet.

## Persönliches
1944 heiratete Wei-kuo, Shih Chin-i (石靜宜), die Tochter von Shih Feng-hsiang (石鳳翔), ein Textil-Tycoon aus Nordwestchina. Shih starb 1953 während der Komplikationen einer Geburt. Wei-kuo gründete später die Chingshin-Grundschule (靜心小學) in Taipei, um seiner verstorbene Frau zu gedenken.
1957 heiratete er Chiu Ru-hsüeh (丘 如雪), auch bekannt als Chiu Ai-lun (邱愛倫), eine Tochter von chinesischen und deutschen Eltern. Der einzige Sohn, Chiang Hsiao-Kang, (蔣孝剛) wurde 1962 geboren. Chiang Hsiao-Kang ist die jüngste der Hsiao-Generation der Familie Chiang.
Chiang Wei-kuo war der Gründer des chinesischen Instituts für Strategie und chinesisch-deutsche Kultur- und Wirtschaftsvereinigung sowie der Vorsitzende des Fußballverbandes der Republik China. Er war der erste Vorsitzende der Chingshin Primary School (靜心小學) und diente als Präsident der United States Students Association.
Chiang Wei-kuo war ein Mitglied im Bund der Freimaurer.

## Werke
- Grand Strategy Summary 《大戰略概說》
- A Summary of National Strategy 《國家戰略概說》
- The strategic value of Taiwan in the world 《臺灣在世局中的戰略價值》 (1977)
- The Middle Way and Life 《中道與人生》 (1979)
- Soft military offensive 《柔性攻勢》
- The basic principles of the military system 《軍制基本原理》 (1974)
- The Z that creates this age 《創造這個時代的Z》